# Wusterhausen/Dosse
Wusterhausen/Dosse település Németországban, azon belül Brandenburgban. Lakosainak száma 5792 fő (2023. december 31.).

## A község részei
Bantikow, Barsikow, Blankenberg, Brunn, Bückwitz, Dessow, Emilienhof, Ganzer, Gartow, Kantow, Läsikow, Lögow, Metzelthin, Nackel, Schönberg, Sechzehneichen, Segeletz, Tornow, Tramnitz, Trieplatz, Wulkow és a város Wusterhausen/Dosse

## Népesség
A település népességének változása:
| Lakosok száma | 6227 | 6013 | 5755 | 5772 | 5854 | 5792 |
|               | 2010 | 2015 | 2020 | 2021 | 2022 | 2023 |